# Garage house
Garage house je podžánr elektronické taneční hudby vyvinutý v New York City a New Jersey a zpopularizovaný diskotékami Zanzibar a Paradise Garage. Garage house se vyznačuje důrazem na vokály s vlivy soulu a gospelu.
Britská taneční scéna, ovlivněná místními styly Jungle a Drum'n'Bass, dala vzniknout mutacím Speed Garage resp. 2Step (souhrnně UK Garage), které přejaly typickou mohutnou basovou linku a mnohé zvukové postupy (např. styl samplování a „pitchshifting“).
Nejznámějšími producenty jsou např. „Little“ Louie Vega, Kenny „Dope“ Gonzales, Todd Terry, Roger Sanchez apod.

## Historie
Vznikl v 80. letech v New Yorku kolem klubu Paradise Garage a hudebních vydavatelstvích jako Prelude Records. Mezi nejranější garage house skladby patří „The Music Got Me“ (1983) od Visual a „Don't Make Me Wait“ (1981) od Peech Boys.
Ve stejné době se rozvíjely příbuzné žánry Techno a Acid v Detroitu a Chicagu. Přibližně na přelomu 80. a 90. let 20. stoleti styl přivezli američtí diskžokejové (DJs) na evropský kontinent, nejvíce se ujal na britských ostrovech.

## Umělci
- Adeva
- Blaze
- Raww
- Byron Stingily
- Cevin Fisher
- Colonel Abrams
- Danny Tenaglia
- François Kevorkian
- Joey Negro
- Junior Vasquez
- Kerri Chandler
- Loleatta Holloway
- Larry Levan
- Masters at Work
- Peech Boys
- Romanthony
- Roy Davis, Jr.
- Todd Edwards
- Todd Terry
- Tony Humphries
- Ultra Naté
- Victor Calderone